# Faronta confundibilis
Faronta confundibilis là một loài bướm đêm trong họ Noctuidae.